# 野沢直子
野沢 直子（のざわ なおこ、1963年3月29日 - ）は、日本のお笑いタレント、アイドルグループ吉本坂46の元メンバーである。
本名、Naoko Auclair（ナオコ・オークレアー、旧姓および日本名、野沢 直子）。
東京都出身。サンフランシスコ在住。吉本興業所属で、東京吉本の所属タレント第1号でもある。一部マスメディアでは、「（日本からの） 海外進出タレントの元祖的存在 」とも称される。
父は友和競走馬（現在の東京ホースレーシング）の前身）創業者の野沢直哉。祖父は作家の陸直次郎、叔父は声優・演出家の野沢那智、いとこは俳優の野沢聡、弟はクリエイティブディレクターの野澤直龍。長女は総合格闘家のJuju Auclair（真珠・野沢オークレアー）。

## 略歴
東京農業大学第一高等学校在学時に、所ジョージが司会を担当していた素人参加番組『ドバドバ大爆弾』（テレビ東京系）に出演。
高校卒業後、劇団テアトル・エコーの養成所を経て、叔父の那智が吉本興業の木村政雄に野沢を紹介したことがきっかけで吉本興業に入社。1983年に芸能界デビュー。
1985年、昼の帯番組『お昼だドン!』(テレビ東京系)のレギュラーで、タレントとしてテレビ初出演。ほどなくして「突拍子もない話術」、「コミカルなキャラクター」、「奇抜な服装」等で話題となった。
以後、コント番組『夢で逢えたら』（フジテレビ系・約2年間レギュラー）、昼の帯バラエティ番組『森田一義アワー 笑っていいとも!』（フジテレビ系列・約3年半曜日レギュラー）、クイズ番組『クイズ世界はSHOW by ショーバイ!!』（日本テレビ）（約2年半2枠レギュラー解答者）などの人気番組に出演した。
1988年、「おーわだばく」（俳優・大和田獏の名前を連呼するパンク風のコミックソング）を含むアルバム「はなぢ」を発表して話題となった。これらの活躍により、その後一部媒体では「女芸人のフォーマットを作った」、「女芸人のハシリ」とも評されている。
お笑いタレントとして人気を得ていた1991年3月、日本での芸能活動休止を突如宣言し、それまで出演していた全てのレギュラー番組を降板。単身渡米した後、素人としてお笑いライブに参加する傍らバンド活動も始めた。1992年に同バンドのギタリストの男性（フランス系アメリカ人とされる）と結婚し、その後1男2女を儲けた。
日本からアメリカに活動の舞台を移し、主婦業をしながらバンド活動のほか舞台活動も行った。その後は、年に1〜2度日本に帰国してゲスト、解答者としてテレビに出演し、大橋巨泉に次ぐ出稼ぎタレントとして有名となった。
2015年、バンド ELECTRIC MACHINE GUN TITS （直訳すると、電気マシンガンおっぱい）を結成。サンフランシスコを拠点に活動開始。2016年夏には日本ツアーを行い、ギターウルフ、ロリータ18号等と共演。2017年春には、PUFFYアメリカツアーサンフランシスコ公演のオープニングアクトを務めた。
2018年8月、吉本芸人46人による男女混成アイドルグループ・吉本坂46のメンバーに選ばれた（1期生の中では女性最年長）。以後アメリカと日本を往復しながらレコーディングやMV撮影、イベントなどに参加。しかし2019年7月、アメリカでの生活と両立させることが困難であるという理由で、吉本坂46からの卒業を発表。
2024年1月、離婚を発表するも、実際に離婚が成立するまで数か月を要した。
2025年7月18日、TOKYO MX「5時に夢中!」に金曜ゲストとして出演し、一緒にバンドで活動する13歳年下のトラ・フジモト氏と再婚したことを発表。金曜レギュラーの中尾ミエに左腕にある元夫のボブのタトゥーについて聞かれ、消すのも嫌だからと横に小さく「スポンジ」の文字を足して「スポンジボブ」にしたことを伝えた。
現在はバンド活動の傍ら、託児所と絨毯屋でバイトをしている。

## 人物

### 生い立ち
東京都中央区日本橋人形町生まれ。「日本橋という場所柄、裕福な家庭と思われがちだが住んでいたのは長屋で、中学時代までは貧乏だった」と語っている。
幼少期は、事業を起こしても仕事が続かない自由人な父の行動に家族が付き合わされるという生活だった。成績は良くなかったが、仕事で一発当てることに全エネルギーを注ぐ父と、明るく大らかな母から勉強について怒られたことはなかった。小学4年生の頃、父から「これからの時代は女性も手に職をつけることが大事だ」と言われた。
小学校低学年までは、家では元気なのに学校など外では大人しいという、かなり内弁慶な子だった。小学3年生の終わり頃に転校した後、「お楽しみ会」で友達の母親のものまねをしてウケたことがきっかけで、学校でも元気で明るい性格に変わった。さらに中学生になる頃には、生徒たちの前で漫才やコントをやるなどクラスのお調子者になった。中学を卒業する頃、父の直哉が手掛ける競馬の予想ビジネス事業（当時の社名はクラブ馬主の友和競走馬）が大成功した。ほどなくして一家は、貧乏長屋から豪勢な戸建てに引っ越した。
高校3年生の頃、先述の素人参加番組『ドバドバ大爆弾』に賞金欲しさに参加を決意。クラスメイトの女子生徒とコンビを組んで出場し、素人なりに毒舌的な漫才を披露して賞金58万円を獲得。これをきっかけに芸人になる夢を持つが、相方がスチュワーデスを目指すことになったため、コンビは解散した。

### お笑いタレントに
高校卒業後、芸人を志して劇団テアトル・エコーの養成所に七期生として入所。卒業後、叔父で声優の野沢那智の紹介で吉本興業東京事務所（後の吉本興業東京本社）所長の木村政雄と出会った。木村から「キミ、顔がオモロイなぁ」と言われ、タレントとして入社することが決まった。
デビューから間もなくしてテレビの仕事が増えた理由について、本人は以下のように回想している。「当時（1985年頃）は体を張る女性タレントがいなかったんです。服の背中側からウナギを何十匹も入れられるとか、（悪役女子レスラーの）ダンプ松本さんに竹刀で殴られるとか（笑）。当時の私はどの番組に出演しても、だいたいそんなポジションでした。また、島田紳助さんからは当時、『（他の女性タレントと違い）丸めた台本で頭を殴られてもかわいそうに見えない』ってお褒めの言葉をいただきました(笑)」。
人気クイズ番組『クイズ世界はSHOW by ショーバイ!!』にレギュラー解答者として出演した頃は、その素っ頓狂な言動と破天荒な解答で周囲を笑いの渦に引きずり込んだ。また、『夢で逢えたら』のレギュラー出演が、その後の人生を変える大きな転機となった。同番組では、同年代のダウンタウン、ウッチャンナンチャン、清水ミチコたち共演者や、番組ディレクターの星野淳一郎などスタッフのお笑いにかける情熱を肌で感じながら彼らとコントを作り上げた。

### 人気絶頂期に突然の渡米
しかし、その後『夢で逢えたら』で共演者とのお笑いにおける圧倒的な才能の差を感じたのを機に、1991年3月に日本での芸能活動休止を宣言。当時抱えていた同番組を含めた全レギュラー番組を降板して武者修行のため単身で渡米したが、当時公には「アメリカ進出の夢に挑戦するため」と説明していた。しかし実際は上記の才能の差を感じて挫折し、「自分はもうダメだと思った」と苦悩した末の逃避であった事を、後に告白している。
英語は全然喋れなかったが「アメリカに行こうかな」と思い立ち、当時ドラマなどで見て何となく気になったことから、“行くならニューヨークだな”と安易に滞在地を決めた。吉本興業には当時、「1年で帰ってくる」と嘘をついて渡米した。
ニューヨークでは、しばらくは英語の学校に通いながらコメディークラブの「オープンマイク」という飛び入り参加自由のライブなどに参加。ライブではカタコトの英語で腹話術をしたり、サルのモノマネなどのネタを披露。
以後オープンマイクに加え、公園でもパフォーマンスを始め、ほどなくしてそこでできた友人たちとサルの格好をしたパンクバンド「チンパンジーズ」を結成。メンバーの男性と同時期に結婚し、同バンドで「CBGB」をはじめとする、マンハッタン区のイースト・ヴィレッジのライブハウスを回ったり、イギリスツアーなどを行ったあとに解散。本人はその後も夫と音楽活動を継続し、子育てをしながら全米ツアーを敢行した。

### 出稼ぎタレント
先述の通り結婚後から、“出稼ぎ”と称して日本に1か月ほど滞在してタレント活動を行っている。母親となってからは主に子供が夏休みに入る夏に帰国するようになり、一部媒体から「 夏の風物詩 」とも評されている。
出稼ぎ中は実家で寝泊まりしながら、吉本興業からギャラをもらって（2016年時点で月15万円）バラエティ番組などに出演している。その際奇抜なファッションと破天荒なトークを披露しているが、アメリカでの生活が長くなったため、一部視聴者などから「現在（2014年）のお笑いの間（ま）やツボとズレてきている」との評価もある。
2013年の日本滞在時は実家が使えなかったため、友人の小川菜摘に誘われて彼女の自宅である浜田家に1か月半以上滞在し、浜田家に届く御中元を食べて生活していることを明かした。また、ある年は夫のボブと一緒にバンドとして日本の番組に出演した事もあったが、演奏はガレージ・サウンドを地でいく破天荒さだった。

### その他
子供の頃からコントグループのザ・ドリフターズと、ドラマ『寺内貫太郎一家』で寺内きん役を演じた樹木希林を「私にとって大きな存在」と位置づけている。高校時代は、漫才コンビのツービートで毒舌で人気のビートたけしに憧れていた。
俳優の小沢仁志とは同じ中学の同級で1年生の時は同じクラスだった。2016年7月9日放送の『特盛!よしもと 今田・八光のおしゃべりジャングル』（読売テレビ）で小沢と一緒にゲスト出演し、このことを話した。
テアトルエコーの養成所では、野沢の一期下の八期生に上島竜兵と寺門ジモンがおり、一緒に芝居の稽古などをしていた。その後野沢はお笑いタレントに、上島・寺門は「ダチョウ倶楽部」のメンバーとなり、1986年放送のバラエティ番組『ひょうきん予備校』（フジテレビ系）でお互いにレギュラーとして再会。以後様々な番組で共演したり、多忙になってからもたまに一緒に遊ぶなど40年に渡り交流を続けた（上島は2022年に死去）。
1987年9月、お笑いタレントの春一番との交際記事が写真週刊誌『FLASH』によって報じられ、本人も一時期交際していた事実を認めている。
1988年頃の深夜番組で楽曲「おーわだばく」を歌唱した数日後、とある放送局の廊下で大和田の妻で女優の岡江久美子と偶然会った。同曲が大和田の名前を扱ったふざけた歌なため、岡江に謝罪をしようと走り寄ったが「私、ご主人の名前の歌を、あの、あの…」と緊張で言葉が出てこなかった。しかし岡江は、「あれ（上記の番組）観たのよ。すっごい面白かった（笑）。本人もきっと嬉しいと思う」とずっと笑いながら話しかけられ、その優しい対応に感激したとのこと。その後大和田本人と雑誌で対談し、野沢は後年「大和田さんも本当に優しく、私のそんなふざけた歌のことをとても喜んで下さっていました」と回想した。
『クイズ世界はSHOW by ショーバイ!!』で司会を務めた逸見政孝は、当時フジテレビアナウンサーからフリー司会者に転身したばかりで、当番組ではレギュラー解答者の野沢の言動に振り回された。しかし同じくレギュラー解答者の山城新伍は、「真面目一本だった逸見政孝を、あそこまで面白いキャラクターに育てたのは、野沢直子の功績が大きい」と評価していた。
日本での芸能活動休止から約2年後の『夢で逢えたら』の特番（1993年4月10日放送）では、共演者（ダウンタウン、ウッチャンナンチャン、清水ミチコ）がアメリカまで野沢に会いに行った。その際に、本人は渡米後からサルの格好でバンド活動をしている事、そのバンド仲間の男性と結婚し、妊娠中である事を公表して共演者を驚かせた。また、長年開かれている同番組の同窓会には、本人も日本に一時帰国して毎年出席している（2023年現在）。
清水ミチコや小川菜摘、KABA.ちゃんとはプライベートでも親友である。
好きな言葉は、「好きこそものの上手なれ」。
渡米後、夫と出会って3日目にして野沢からプロポーズするというスピード結婚だった。結婚式には夫婦で頭頂部をハート型にしたモヒカンで登場し、引き出物はヌンチャクだった。
夫と決めた子育てで大切にしたことは、「子どもたちにはそれぞれの人生があるから、私たちは子供の人生に入り込みすぎないようにすること」と「小さな事でも子ども自身で決断させること」。また、本人が子供の頃に父から言われた「手に職を持つことが大切」ということも子どもたちに言い続けた。

## 主張
- 2016年のアメリカ大統領選挙では、トランプ不支持を表明した（ただし本人は選挙権は持っていない）。一般有権者による投票および開票の結果判明直前である、同年11月9日の情報バラエティ番組『白熱ライブ ビビット』（TBS系列）にアメリカから電話で生出演。その際「トランプが大統領になったら国（アメリカ）は終わり。髪型が嫌い、生理的に受け付けない。（トランプがここまで）残った時点でアメリカ人はバカなのかと思う。絶対ないだろうと思いたいけどバカの方が多いかもしれない」とトランプや支持者を批判した[注 9]。

- 2023年8月16日にラジオ番組に出演した際、アメリカ在住者として野球について「なんか若干炎上したら、イヤなんだけど……人気あるんだけど、なんかその野球自体が……。野球好きな人は野球見るんだけども、なんかやっぱりさ、アメリカってさ、バスケとアメフトなわけよ。だからそこら辺はキラキラしてるんだけど、野球ってそこに比べると、ちょっと地味なスポーツっていう印象があるから」と語った。実際、ギャラップ調査によれば「一番見るのが好きなスポーツ」は1960年代半ばにアメフトが野球に代わってトップに立った。以後その差は開くばかりで、2017年の調査ではアメフトが37％、野球は9％と4倍以上の差になっている[21]。

## 出演
結婚後は日本では年に1〜2回、不定期に「出稼ぎ」と自称するゲスト出演を行っている。

### 過去の出演番組
- ひょうきん予備校（1986年 - 1987年、フジテレビ）
- 冗談画報（1985年 - 1988年、フジテレビ）
- 夕やけニャンニャン（1985年 - 1987年、フジテレビ）
- 花の女子校 聖カトレア学園 (1985年、テレビ東京)
- お昼だドン!（テレビ東京、1985年）
- パーティー野郎ぜ!（テレビ朝日、1985年）
- 極楽テレビ（テレビ朝日、1985年）
- 気分は名探偵 第7話「ヤア! と言った男」（日本テレビ、1984年）
- 月曜ドラマランド（フジテレビ）
  - 「おさわがせ剣士 赤胴鈴之助」（1985年）
  - 「チェッカーズ・イン・涙のリクエスト」（1986年）
- 梶原茂のラジオで大繁盛（文化放送、1986年10月 - 1987年4月）水曜アシスタント
- 森田一義アワー 笑っていいとも!（フジテレビ、1987年10月 - 1991年3月）
- クイズ世界はSHOW by ショーバイ!!（日本テレビ、1988年10月 - 1991年3月、1994年3月16日）
- 夢で逢えたら（フジテレビ、1989年4月 - 1991年3月）
- 世界の超豪華・珍品料理（フジテレビ、1989年 - 1990年頃）
- クイズこれはウマい!（1988年 - 1989年、TBSテレビ）
- 文珍・直子の笑アップハイスクール（読売テレビ）
- 歌謡ドッキリ大放送（1986年、テレビ朝日）
- おでかけ小町組（1988年 - 1989年、毎日放送）
- まじかるハット 第24話「完全保存版!春の珍プレー大賞」（1990年、フジテレビ、友情出演）
- ビートたけしのお笑いウルトラクイズ（日本テレビ、1990年 - 1991年、2007年）
- ズバリ言うわよ! (TBSテレビ)
- ライオンのごきげんよう（フジテレビ）
- 中居正広の金曜日のスマたちへ（TBSテレビ）
- しくじり先生 俺みたいになるな!!（テレビ朝日、2016年10月10日）「天才を目の当たりにして海外に飛んじゃった先生」として出演。

#### 関西ローカル
- MBSヤングタウン金曜日（MBSラジオ）

#### 中京ローカル
- 5時SATマガジン（中京テレビ）1987年4月 - 1991年3月
- 本能Z（CBCテレビ）2016年9月17日

### CM
- セントラルファイナンス（1989年）[22]
- 明治製菓 - ポポロン

他多数。

## 音楽作品

### シングル
1. 恋の滝のぼり（1986年3月20日）[23]
  - 羽賀研二とのデュエット曲で、Kenji & Naoko 名義。
2. こたつむすめでテケテケテケ／モンキーダンス一家（1989年2月1日　規格品番：VIHX-1764）
3. 大丈夫、大冒険／メラ・テンテンキラクラ（アニメ『まじかるハット』主題歌）（1989年11月21日　規格品番：VDRS-1195）

### アルバム
1. はなぢ（1988年5月21日）[24]
  - 「おーわだばく」、「マイケル富岡の夜は更けて」、「トモ子と呼ばないで」、アルプス一万尺の替え歌「アルプスの少女ハイジ」などを収録。
2. ふかづめ（1989年3月21日）[25]
3. トン吉チン平カン太（1989年12月21日）[26]
  - 山本リンダのカバー曲「こまっちゃうナ」などを収録。
4. 生理でポン（1990年10月21日）[27]

### ベスト・アルバム
1. スーパー・ベスト（1991年11月7日）
2. ゴールデン☆ベスト（2009年9月16日）[28]
  - 全3枚のシングルと4枚のオリジナル・アルバムからセレクトされた22曲。

## 映画・舞台
- マネーざんすっ!（監督）
- 東京★ざんすっ「東京エスカレーター」（監督・脚本・人形の声）
- 林家パー子の野望（監督・脚本・編集）
- 帝都大戦
- 二十四の瞳 (映画)
- 明日があるさ THE MOVIE
- 2006年 - 「ヴァギナ・モノローグス」
- Monkfish Dream（監督・脚本）
- The Legend of the WATER BREAKERS（監督・脚本）

## 著作
エッセイ集
- 『ひなげし 美人草』ワニブックス、1989年
- 『老いてきたけど、まぁ～いっか。』ダイヤモンド社、2022年※

小説
- 『アップリケ』「ヨシモトブックス」ワニブックス、2010年
- 『笑うお葬式』文藝春秋、2017年※
- 『半月の夜』KADOKAWA（角川書店）、2022年※

※は電子書籍も刊